# 동일기연
동일기연(Dongil Technology Ltd.)은 대한민국의 EMI 필터 기업이다. 본사는 경기도 화성시 남양읍 남양로 930번길 28 동일기연에 위치해 있으며 대표이사는 손동준이다. 2023년 주당 0.05주 배당을 하였다.

## 제품
전자기기에서 발생하는 불필요한 전자파를 제거 또는 감쇄하여 제품을 안전하게 유지시켜주는 EMI(Elec-tro Magnetic Interference) 필터를 전문으로 생산한다

## 참고 문헌
1. ↑  동일기연, 주당 0.05주 배당 결정, 이데일리, 2023.12.15
2. ↑  동일기연, +22.26% 상승폭 확대, 조선비즈, 2024.05.07
3. ↑  한국IR협의회 기술분석보고서-동일기연, 2019년 2월 14일[깨진 링크(과거 내용 찾기)]